# 乔治娜·埃弗斯-斯温德尔
乔治娜·埃弗斯-斯温德尔（英語：Georgina Evers-Swindell，1978年10月10日—），新西兰女子赛艇运动员。她曾代表新西兰参加2004年和2008年夏季奥林匹克运动会赛艇比赛，获得二枚金牌。

## 家庭
孪生姐妹卡罗琳·埃弗斯-斯温德尔。